# Quartier Restefond
Le quartier Restefond était une circonscription tactique de la ligne Maginot des Alpes.

## Présentation
Il dépendait du sous-secteur de Jausiers qui, comme l'autre sous-secteur Ubaye-Ubayette, étaient rattachés au secteur Ubaye. Le secteur Ubaye et celui de Briançon, formaient enfin le secteur fortifié du Dauphiné (SFD).
Le quartier Restefond s'étendait du pas de la Cavale, au nord, jusqu'à la Cime de la Bonette (Alpes-de-Haute-Provence) au sud.
En 1940, son PC était situé au col de Restefond, sous les ordres du commandant Lebeau.

La zone située entre les avant-postes du quartier et la frontière était surveillée par la SES (section d'éclaireurs-skieurs) du 73e BAF commandée par le sous-lieutenant Poitrey.
Le soutien d'artillerie du quartier était assuré par le gros ouvrage de Restefond et par une batterie en position au faux col de Restefond.
Le quartier Restefond comprenait les ouvrages et avant-postes suivants :
- gros ouvrage de Restefond ;
- petit ouvrage des Granges-Communes ;
- avant-poste du Col-des-Fourches ;
- avant-poste du Pra ;
- camp des Fourches.